# Iljaz Agushi
Iljaz Agushi (nevének ejtése iljaz aɡuʃi; Pristina, 1882. április 15. – Tirana, 1943. október 29.) koszovói albán politikus, 1941-től 1943-ig Albánia közmunkaügyi minisztere.

## Életútja
A koszovói Pristinában született. Alapfokú iskoláit szülővárosában járta ki, majd az anatóliai Bursában végezte el a középiskolát. Hazatérését követően két alkalommal is megválasztották a pristinai muszlim közösség adminisztratív vezetőjének. 1939-től 1941-ig a jugoszláv parlament képviselője volt.
Miután 1941 júniusában Koszovót az olasz megszállás alatt állt Albániához csatolták, Agushi 1941 decemberéig Pristina prefektusa volt. 1941. december 3-ától 1943. szeptember 10-éig négy egymást követő albán kormányban vezette a közmunkaügyi tárcát, 1943. február 12-étől a Maliq Bushati, május 11-étől pedig az Eqrem Libohova vezette kormányokban a miniszterelnök-helyettesi tisztséget is betöltötte. Ezzel párhuzamosan 1942-től 1943-ig az albán nemzetgyűlés képviselője volt.
Olaszország 1943. szeptemberi kapitulációját és Albánia német megszállását követően politikai tisztségeitől megfosztották. Néhány héttel később, 1943. október 29-én merénylet áldozata lett Tiranában.